# Obglavljenje ukrajinskega vojnega ujetnika poleti 2022
11. aprila 2023 se je na spletu pojavil nazoren posnetek obglavljenja ukrajinskega vojnega ujetnika. Posnetek se je potem razširil preko različnih proruskih virov. Glede na datum objave in izgled narave v posnetku, je bil čas njegovega nastanka postavljen v poletje 2022. Posnetek je sprožil močan mednarodni odziv in je bil označen za vojni zločin.

## Obglavljenje
8. aprila, nekaj dni pred objavo posnetka, je na proruskih Telegram kanalih začel krožiti posnetek dveh obglavljenih ukrajinskih vojakov, ki sta ležala na tleh poleg pokvarjnega oklepnega vozila. Obema vojakoma so bile odrezane tudi dlani.
Posnetek obglavljenja se je prvič pojavil 11. aprila 2023 ob 22:24 po moskovskem času. 6 minut kasneje ga je delil Vladislav Pozdnjakov - ustanovitelj ruske skrajno desne politične stranke Moška država.
V posnetku na tleh leži moški v vojaški uniformi. Na rokavih ima rumene trakove, ki jih za identifikacijo uporabljajo oborožene sile Ukrajine. Nad ujetnikov stoji moški v oblekah s kamuflažnim vzorcem z belim trakom na roki - identifikacijski simbol ruske vojske. Obraz moškega je prekrit. Nato začne z nožem rezati glavo ujetniku, ki kriči od bolečine in reče »Boli, ne!« in kasneje utihne. Med obglavljanjem prejme sporočilo po radiu, sliši se klicni znak »Varjag«. Okoli stojijo moški, ki v ruščini kričijo »Delamo, bratje! Odreži, kreten! Zlomi mu hrbtenico! Kaj, nisi še nikoli odrezal glave? Do konca, kreten.« Med obglavljanjem tudi pokažejo neprebojni jopič z insignijami ukrajinskega trizoba ter ameriškega lika Punisher, ki so ga najverjetneje vzeli ujetniku. En izmed vojakov komentira »Najemniki. Vidite kako so super, prekleto. Niso se bojevali, pedri.« Ko je glava ujetnika odrezana snemalec posnetka reče »Fukni jo v torbo. In pošlji poveljniku.«
V posnetku je vidno zeleno listje na drevesih, kar nakazuje, da je bil najverjetneje posnet poleti 2022, saj v času objave posnetka na drevesih še ni bilo listja.

## Preiskava
Varnostna služba Ukrajine je 12. aprila 2023 začela predkazensko preiskavo dogodka. Ugotovljeno je bilo, da vojni zločin na posnetku predstavlja kršitev zakonov in običajev vojne (2. del 438. člena Kazenskega zakonika Ukrajine).
21. aprila je madžarski novičarski portal Telex.hu trdil, da je bil obglavljeni ukrajinski vojak identificiran kot Sergij Potoki iz Vinogradiva v Zakarpatski oblasti, mesta z madžarsko narodno manjšino. Potoki je bil poročen in je imel dva otroka (ob obglavitvi 6-letno hči ter 18-mesečnega sina). Pred mobilizacijo je delal kot prodajalec sadja in zelenjave. Posnetek naj bi bil posnet z njegovim telefonom, ki so mu ga Rusi vzeli. Po obglavitvi so sliko glave poslali kontaktom na njegovem telefonu. Obglavitev naj bi se zgodila v Bahmutu. Ukrajinske oblasti nisto uradno potrdile, da je bil Potoki žrtev s posnetka. Njegova sestra je izrazila dvome, da je na posnetku on.
Ruski vojaki s posnetka naj bi bili po različnih trditvah člani skupine Akhmat (Čečenska paravojaška skupina), najemniške skupine Wagner ali neonacistične skupine Rusič. Kirilo Budanov, vodja ukrajinske obveščevalne službe, je rekel, da je identiteta zločincev že znana, vendar je še ne morejo razkriti. Namignil je, da so morda že mrtvi.
Rusija je kot podpisnica Ženevske konvencije obvezana, da vojnim ujetnikov v priporu zagotovi humane pogoje. Obglavljanje je vojni zločin.
Posnetek obglavitve je bil en izmed najbolj odmevnih posnetkov krutosti, ki so se zgodili v ruski invaziji na Ukrajino. Podoben primer posnetka krutosti je bilo mučenje, kastracija in usmrtitev ukrajinskega ujetnika v Privillji, ki je bil prav tako posnet v poletju 2022. Podobnih metod se je sicer leta 2017 v Siriji poslužila ruska skupina Wagner, ki je v posnetku Sirca ubila z macolo, ki je postala simbol Wagnerja ter ga nato obglavila in zažgala.

## Odzivi
Posnetek obglavitve je bil en izmed najbolj odmevnih posnetkov krutosti, ki so se zgodili v ruski invaziji na Ukrajino. Podoben primer posnetka krutosti je bilo mučenje, kastracija in usmrtitev ukrajinskega ujetnika v Privillji, ki je bil prav tako posnet v poletju 2022. Podobnih metod se je sicer leta 2017 v Siriji poslužila ruska skupina Wagner, ki je v posnetku Sircu odstranila ude in glavo z macolo, ki je nato postala simbol Wagnerja.

### V Ukrajini
Vodja urada predsednika Ukrajine, Andrij Jermak, je na Telegramu stavek, ki se najverjetneje navezuje na dogodek: »Za vse bo prišel odgovor in odgovornost.«. Ukrajinski predsednik Volodimir Zelenski je v videoposnetku rekel: »Nekaj je, kar nihče na svetu ne more ignorirati: kako z lahkoto te zveri ubijajo.« ter »(posnetek) pokaže Rusijo taka kot v resnici je.« Ukrajina je pozvala Mednarodno kazensko sodišče naj začne preiskavo.

### V Rusiji
Različni proruski kanali so ob posnetku poželi pozitiven odziv. Telegram kanal neonacistične skupine Rusič je zapisal »Presenečeni boste koliko takih posnetkov bo s časom prišlo na površje.« ter dodal smejoče emodžije.
Putinov tiskovni predstavnik Dmitrij Peskov je izjavil, da je posnetek »grozljiv«, vendar bi bilo potrebno preveriti njegovo pristnost.
V aprilu 2023 je vodja skupine Wagner, Jevgenij Prigožin, izjavil: »Slabo je, ko ljudem odrežejo glave, vendar nisem slišal, da bi se to dogajalo v okolici Bahmuta in da bi pri tem sodelovali najemniki Wagnerja.«
Ruski neodvisni preiskovalni medij Projekt je podal mnenje, da je to en najbolj brutalnih posnetkov iz vojne v Ukrajini ter dodal, da so v preteklosti podobne usmrtitve izvajali in snemali le pripadniki Islamske države.

### Druge države
Misija Organizacije združenih narodov (OZN) v Ženevi je video označila za »posebno grozljiv«. Misija OZN za spremljanje človekovih pravic v Ukrajini je izrazila ogorčenje nad »še posebno grozljivimi posnetki« in poudarila, da ne gre za osamljene primere.
Tiskovna predstavnica zunanje službe EU Nabila Massrali je dejala, da bo videoposnetek, če bo pristnost potrjena, postal še en brutalen opomin na nečloveško naravo ruske agresije. Na posnetek se je odzval tudi predsednik Evropskega sveta Charles Michel, ki je dejal, da bo EU naredila vse, kar je v njeni moči, da odgovornost in pravičnost premagata teror in nekaznovanost.
Estonski zunanji minister Urmas Reinsalu je izrazil ogorčenje nad dejstvom, da se nadaljuje razprava o možnosti ruskega sodelovanja na olimpijskih igrah, medtem ko beremo novice o takih zločinih.
Namestnica predsednika nemškega Bundestaga Katrin Göring-Eckardt je dejala, da je video še en dokaz brutalnosti Rusov, in da bi morali biti odgovorni za številne vojne zločine kaznovani.
Britanska veleposlanica v Ukrajini Melinda Simmons je dejala, da je video nova točka na seznamu obtožb proti Rusiji, povezanih z invazijo na Ukrajino.
Generalna sekretarka Sveta Evrope Maria Pejčinovič Burić je obsodila nečloveško ravnanje z ukrajinskimi vojnimi ujetniki in pozvala, naj se storilce privede pred sodišče.
Ameriška veleposlanica v Ukrajini Bridget Brink je dejala, da je brutalnost ruskih vojakov z vsakim dnem invazije očitnejša in da takšna dejanja ne bodo ostala nekaznovana.
Češki predsednik Petr Pavel je dejal: »Če je videoposnetek pristen, postavlja rusko vojsko ob stran Islamski državi.«